# Scutul frontal

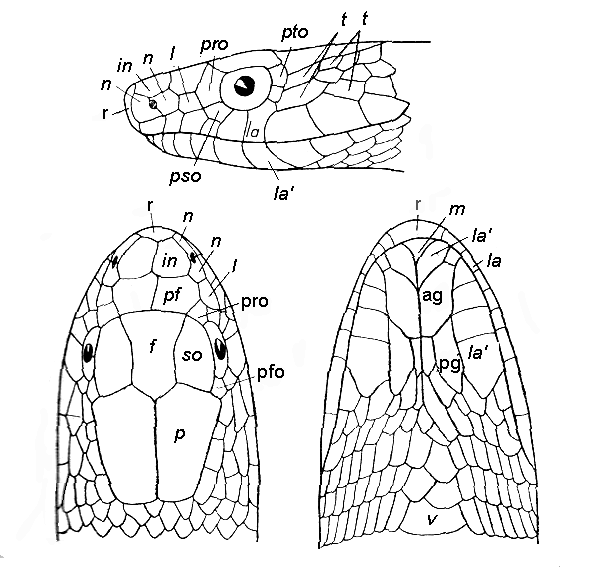
Terminologia scuturilor capului la șarpele Coluber ventromaculatus (după Malcolm A. Smith, 1943). Sus – aspect lateral, jos, în stânga – aspect dorsal, jos, în dreapta - aspect ventral
ag – Inframaxilar anterior,
f – Frontal,
in – Internazal,
l – Loreal,
la – Supralabial,
la' – Sublabial,
m – Mental,
n – Nazal,
p – Parietal,
pf – Prefrontal,
pg – Inframaxilar posterior,
pro – Preocular,
pso – Subocular,
pto – Postocular,
r – Rostral,
so – Supraocular,
t – Temporal,
v – Primul ventral

Scutul frontal sau frontalul (Scutum frontale) este un solz impar mare la șerpi în formă de ecuson sau blazon, situată în mijlocul craniului. El este unic, median și central, situat în spatele scuturilor prefrontale și între cele două scuturi supraoculare. Anterior se află în contact cu scuturile prefrontale, posterior cu scuturile parietale, lateral cu scuturile supraoculare. Lungimea frontalului se măsoară la nivelul median, iar lățimea lui se măsoară la nivelul ochiului. Distanța frontalului față de rostral se măsoară între marginea anterioară a frontalului și vârful botului. Adesea se compară lungimea frontalului față de distanța sa de la vârful botului.